# Alex Steen
Alex Steen (født 17. januar 1929, død 20. december 2004) var en dansk journalist og kunstkritikker.
Inden han kom til Ekstra Bladet, arbejdede han på forskellige provinsaviser, han var på Ekstra Bladet fra 1960 og næsten 40 år frem. Her virkede han som kunstkritiker fra 1965 til 1999. Hans kampagne mod fiduskunst i slutningen af 1970'erne vakte opmærksomhed. I 1982 arrangerede han en meget besøgt udstilling om fiduskunst på Sophienholm, ved navn Kunst eller Fidus?, udstillingen blev også vist på Nordjyllands Kunstmuseum og på Galleri F15 i Moss i Norge. Denne udstilling besøgtes af 140.000.
Steen var med til at starte Kunstavisen og var i hans tid avisens største bidragyder.

## Hæder
- 1982, IKEA-prisen for forbrugeroplysende kunstjournalistik.
- 1999, Frederiksberg Amts Kunstpris.